# Villaespasa
Villaespasa – gmina w Hiszpanii, w prowincji Burgos, w Kastylii i León, o powierzchni 19,49 km². W 2011 roku gmina liczyła 17 mieszkańców.